# Tritan

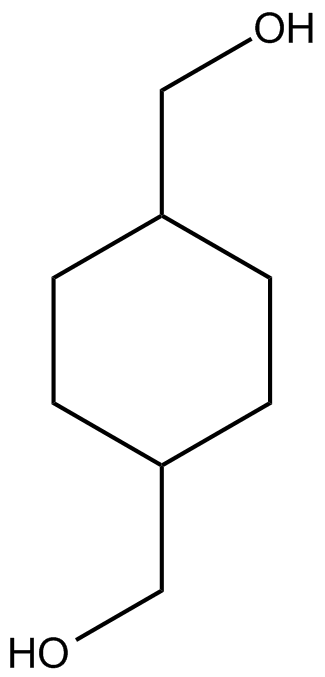
1,4-Cyclohexanediméthanol.

Tritan est la marque d'un polyester commercialisé par Eastman Chemical.

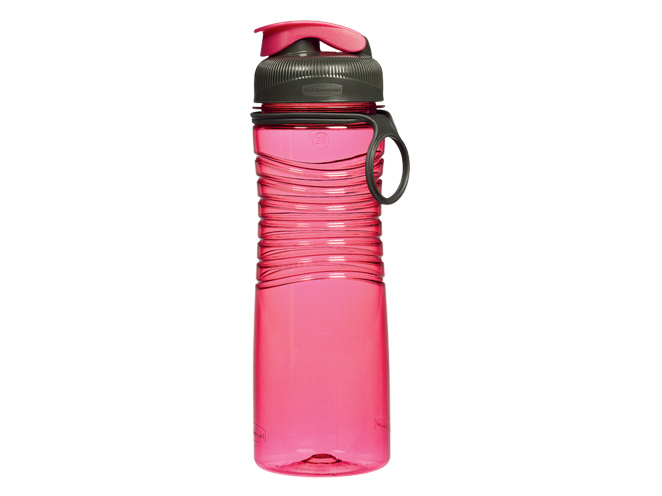
Bouteille en Tritan

Téréphtalate de diméthyle.

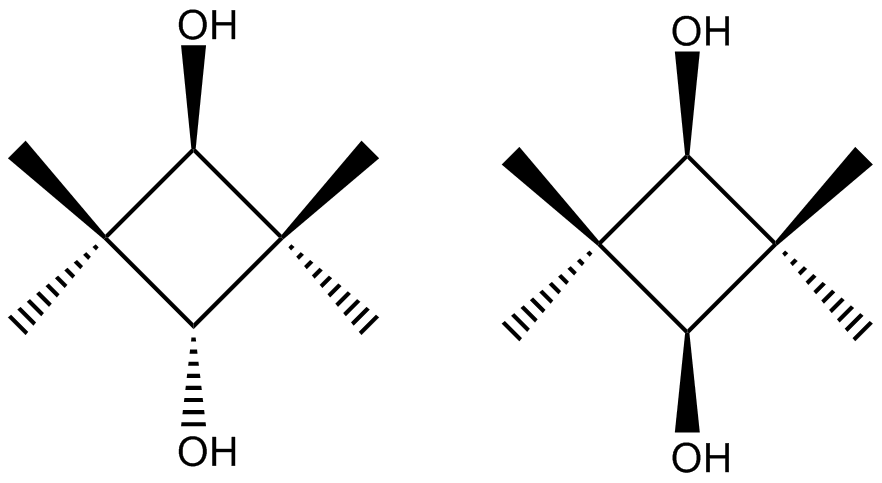
2,2,4,4-Tétraméthyl-1,3-cyclobutanediol.

C'est un thermoplastique amorphe transparent de la famille de copolyesters. Il offre un bon compromis de propriétés, alliant résistance thermique, mécanique et chimique en plus de sa transparence. La société Greiner Packaging se plaint cependant d'une moindre résistance aux chocs et d'une moindre longévité par rapport au polycarbonate.
Malgré les affirmations du fabricant, différentes formulations contiennent des perturbateurs endocriniens,,,.
Plus de 600 produits pour le contact alimentaire, comme des gourdes, des biberons, des ustensiles des cuisines, des boites de conservations, des pièces des robots ménagers, etc., sont réalisés en Tritan. 
Il est fabriqué à partir de trois monomères : le téréphtalate de diméthyle, le 2,2,4,4-tétraméthyl-1,3-cyclobutanediol et le 1,4-cyclohexanediméthanol. 
Certaines formulations ne contiennent pas d'additifs tandis que d'autres en contiennent dans une proportion inférieure à 10%,. Parmi ces additifs on retrouve des antioxydants, des agents anti-UV, des agents de démoulage, des lubrifiants, des agents antistatiques et des modificateurs de viscosité.
Le docteur Catherine Simoneau du laboratoire de recherche de la commission européenne a étudié sept biberons obtenus en provenance des États-Unis. Elle indique que les tests de migration n'ont révélé aucune substance détectable. Elle ne donne cependant pas plus de précisions. Elle note que la taille de l'échantillon était limitée et qu'il serait nécessaire de réaliser une étude plus approfondie.
Certains grades de Tritan sont FDA USP Class VI et ISO 10993 et peuvent être utilisés pour des applications médicales.

## Toxicologie
Certains additifs ou impuretés présents dans le Tritan peuvent migrer dans l'eau. Parmi ces substances, on retrouve du 2-phénoxyéthanol (CAS 122-99-6), de l'isophtalate de diméthyle (CAS 1459-93-4), du 4-nonylphénol (CAS 104-40-5), du bisphénol A (CAS 80-05-7) et du phtalate de benzyle et de butyle (CAS 85-68-7), mais dans des concentrations nettement en-dessous des seuils légaux.